# Isaäk Martinus van der Vlerk
Isaäk Martinus van der Vlerk (Utrecht, 31 januari 1892 - Leiden, 29 juni 1974) was een Nederlandse paleontoloog en geoloog. Hij was een expert op het gebied van de stratigrafie van Nederlands-Indië (tegenwoordig Indonesië) en het Pleistoceen van Nederland. Hoewel hij ook grotere fossielen onderzocht, was zijn belangrijkste werk het indelen van stratigrafieën aan de hand van foraminifera, heel kleine gidsfossielen.

## Biografie
Van der Vlerk bracht zijn jeugd door in Utrecht, maar vertrok in 1914 naar Groningen om daar geologie te gaan studeren bij J. Bonnema. Na zijn kandidaatsexamen zette hij zijn studie voort aan de Universiteit van Bazel, waar hij onder invloed van de geoloog August Tobler geïnteresseerd raakte in de toen nieuwe methode van datering met behulp van fossiele foraminifera. Hij kwam terug naar Nederland om te promoveren onder de stratigraaf Karl Martin. Dit rondde hij af in 1922, zijn dissertatie ging over onderzoek naar de stratigrafie van Soembawa in Nederlands-Indië. Bij zijn onderzoek deelde hij de stratigrafie van Indië als eerste in volgens lokale indelingen, in plaats van de Europese indeling te gebruiken.
Na zijn promotie ging Van der Vlerk voor de Dienst van Mijnbouw in Nederlands-Indië werken. Hij werkte mee als stratigraaf en paleontoloog aan een geologische kartering van Java en Sumatra. Vanaf 1924 werkte Van der Vlerk samen met J.H.F. Umbgrove op het Geologisch Museum van Bandung. De twee onderzoekers werkten vooral aan de stratigrafische onderverdeling van het Tertiair van Indië op basis van foraminifera. Deze onderverdeling was zo precies, dat hij tot ver na de oorlog in Zuidoost-Azië en Australië als standaard gold.
In 1928 kwam Van der Vlerk terug naar Nederland om in Leiden conservator van het Rijksmuseum van Natuurlijke Historie te worden. Hij ging ook lesgeven aan de universiteit te Leiden. Naast zijn eerste specialisme, de stratigrafie van Nederlands-Indië, richtte hij zich nu ook op het Kwartair in Nederland, mede door de vondst van een Pleistocene mensenschedel in Hengelo. In 1947 werd hij benoemd tot hoogleraar. Samen met Frans Florschütz werkte hij in die tijd aan de stratigrafie en paleontologie van het Nederlandse Pleistoceen.
Vanaf 1958 stopte Van der Vlerk met lesgeven om zijn aandacht volledig op de organisatie van het museum te kunnen richten. Ook had hij nu meer tijd voor wetenschappelijk onderzoek. Hij stelde nieuwe criteria op voor classificatie van foraminifera, ook na zijn emeritaat bleef hij tot zijn dood in 1974 met dit onderzoek bezig.
Van der Vlerk was sinds 1950 lid van de Koninklijke Nederlandse Akademie van Wetenschappen.
- Bibliothèque nationale de France: cb15067396g (data)
- Biografisch Portaal: 06137371
- Gemeinsame Normdatei: 17328261X
- International Standard Name Identifier: 0000 0000 3637 6967
- Library of Congress Control Number: n85802388
- Nationale Bibliotheek van Israël: 987007279318505171
- Nederlandse Thesaurus van Auteursnamen: 069201064
- Système universitaire de documentation: 130380083
- Virtual International Authority File: 59373514
- WorldCat: E39PBJtrPcQGy86f4HHy4MJYyd